# 北伯根
北伯根是美国新泽西州哈德遜縣北部的一个镇区。根據2020年美國人口普查，该镇人口为63,361人， 较2010年美國人口普查時的 60,773 人增加了2,588人（+4.3%）。 北伯根成立於1843年。現今相較於剛成立時的北伯根，現今北伯根的面積已縮小許多。 